# Schrankia balneorum
Schrankia balneorum — вид лускокрилих комах з родини еребід (Erebidae).

## Поширення
Вид поширений у Криму (Україна), на Північному Кавказі та Південному Уралі (Росія), у Туреччині, Грузії, Вірменії, Азербайджані та горах Копетдаг.